# Xhemal Qefalia
Xhemal Qefalia (ur. 27 lutego 1963 w Tiranie) – albański adwokat, deputowany do Zgromadzenia Albanii z ramienia Socjalistycznej Partii Albanii.

## Życiorys
W latach 1982-1985 studiował w Akademii Wojskowej w Tiranie, następnie w latach 1995-1998 uczęszczał do szkoły policyjnej w Tiranie i jednocześnie studiował prawo na Uniwersytecie Tirańskim w latach 1995-2003.
W 2004 roku uzyskał uprawnienia do wykonywania zawodu adwokata. Pracował w Ministerstwie Obrony i Ministerstwie Sprawiedliwości, następnie był radcą prawnym w Prokuratury Generalnej Albanii.
W latach 2008-2009 był przewodniczącym struktur Socjalistycznej Partii Albanii w okręgu Tirana. Z ramienia tej partii z powodzeniem kandydował do Zgromadzenia Albanii w wyborach parlamentarnych z lat 2013, 2017 i 2021.